# Runnin 'Wild (альбом)
Runnin'Wild - дебютний альбом австралійської групи Airbourne.

## Треклист
1. "Stand Up for Rock 'N' Roll" - 4:01
2. "Runnin' Wild" - 3:38
3. "Too Much, Too Young, Too Fast" - 3:42
4. "Diamond in the Rough" - 2:54
5. "Fat City" - 3:26
6. "Blackjack" - 2:42
7. "What's Eatin' You" - 3:36
8. "Girls in Black" - 3:16
9. "Cheap Wine & Cheaper Women" - 3:10
10. "Heartbreaker" - 3:56
11. "Hellfire" - 2:19 (Тільки в американській версії)
12. "Lets Ride" - 3:28 (Тільки для Австралії та Нової Зеландії)
13. "Red Dress Women" - 3:11 (Бонусний трек)

- Пісні написані Джоелом і Райаном О'Кіф.
- Примітка:В Австралійському виданні пісня "Hellfire" замінена на "Lets Ride".

## Лімітоване видання
Крім стандартної версії CD доступне також лімітоване видання,яке додатково містить DVD і чотири бонусні пісні.DVD диск містить в собі вісім треків записаних під час фестивалю Wacken Open Air в 2008 році, та три музичних кліпа до виданих синглів.Також видання містить в собі три римейка на пісні з першого EP- "Dirty Angel", "Hotter than Hell" i "Stand and Deliver" - і нову пісню "Heads are Gonna Roll".

## Обкладинка
- Okładka [Архівовано 21 січня 2016 у Wayback Machine.]